# 3049 Кузбас
3049 Кузбас (3049 Kuzbass) — астероїд головного поясу, відкритий 28 березня 1968 року.
Тіссеранів параметр щодо Юпітера — 3,201.